# Vieux-Manoir

Vieux-Manoir este o comună în departamentul Seine-Maritime, Franța. În 1 ianuarie 2022 avea o populație de 770 de locuitori.